# Neolemonniera ogouensis
Neolemonniera ogouensis là một loài thực vật có hoa trong họ Hồng xiêm. Loài này được Marcel Marie Maurice Dubard mô tả khoa học đầu tiên năm 1914 dưới danh pháp Lecomtedoxa ogouensis, theo mẫu vật mà Jean Baptiste Louis Pierre gán nhãn với danh pháp Mimusops ogouensis. Năm 1918, Paul Henri Lecomte mô tả chi Le Monniera và chuyển Lecomtedoxa ogouensis sang chi này thành Le Monniera ogouensis. Năm 1960, Hermann Heino Heine đổi tên chi Le Monniera thành Neolemonniera và chuyển nó theo danh pháp mới của chi này.

## Từ nguyên
Tên gọi thông thường tại Gabon là ogooué và nó là nguồn gốc của ogouensis, tính từ định danh loài này trong danh pháp khoa học của nó.

## Phân bố
Loài được tìm thấy tại tây và tây nam miền trung Gabon.